# Lliga Juvenil del Kuomintang
La Lliga Juvenil del Kuomintang (en xinès: 中國國民黨青年團) (en pinyin: Zhōngguó Guómíndǎng Qīngniántuán) (en anglès: Kuomintang Youth League) és la secció juvenil del partit polític taiwanès Kuomintang. La Lliga Juvenil del Kuomintang va ser creada en 2006 per l'ex-president del Kuomintang, Ma Ying-jeou, durant el seu mandat com a president per ajudar a promoure la consciència cultural i política entre els joves taiwanesos. La Lliga Juvenil del Kuomintang està present en tot el territori de la República de la Xina (Taiwan). La lliga juvenil té capítols a l'estranger, també en els Estats Units.